# Oleografía

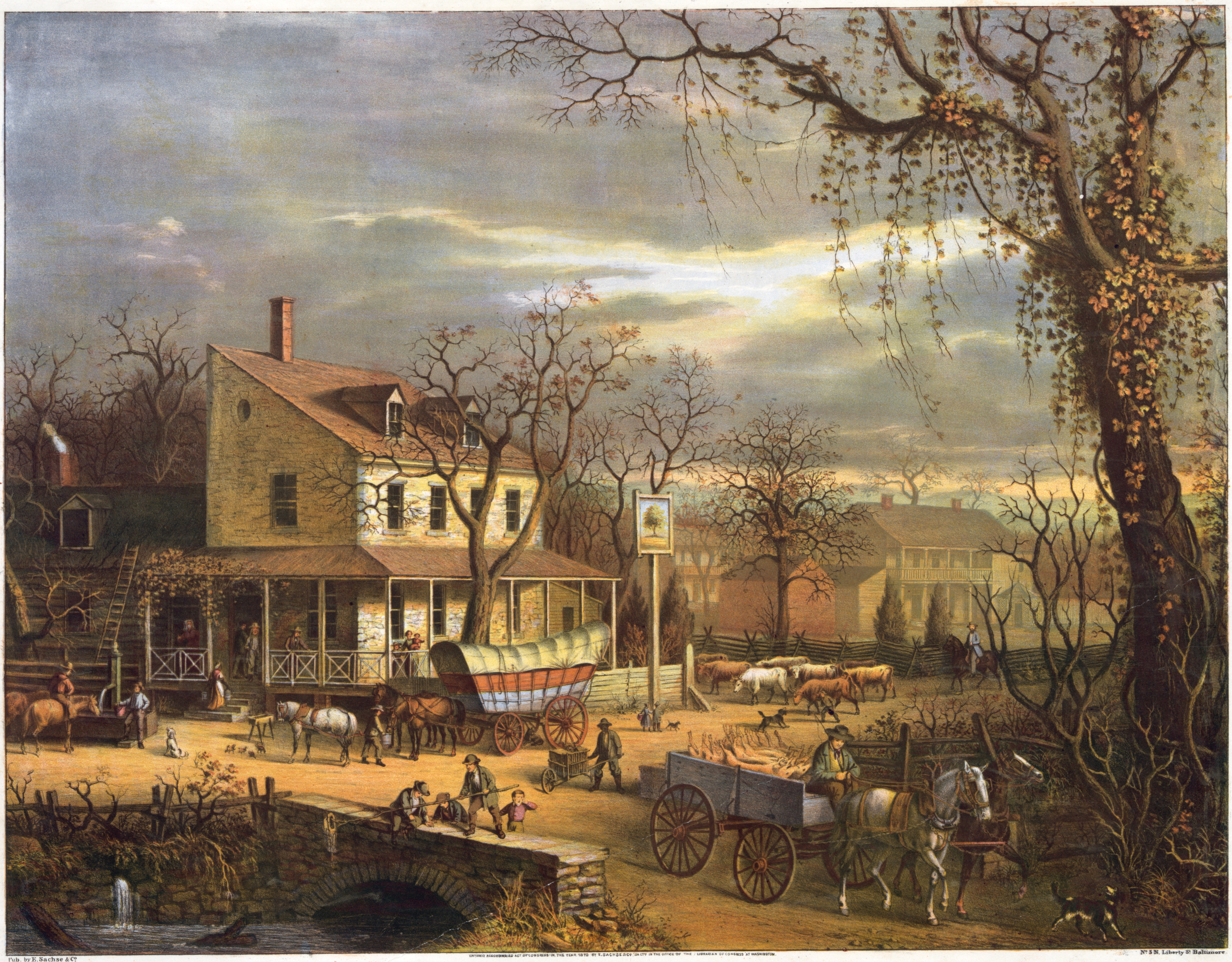
American Scenery, Oleografía 1872.

La oleografía es una técnica litográfica que tiene como objetivo la reproducción del resultado de la pintura al óleo. El término es más usado para pinturas comerciales. 

## Historia
La técnica fue pionera en la década de 1830, pero su transformación en método comercial comenzará a popularizarse en torno a 1860. Hacia 1900 quedó obsoleta, siendo superada por técnicas más avanzadas.